# جائزة بريطانيا الكبرى 1995
جائزة بريطانيا الكبرى 1995 هو سباق فورمولا 1 أقيم بتاريخ 16 يوليو 1995 في حلبة سلفرستون، سيلفرستون، إنجلترا. كان الثامن من أصل 17 في بطولة العالم لسباقات الفورمولا واحد موسم 1995. حلّ البريطاني جوني هربرت أولا بينما جاء الفرنسي جان إليزي في المركز الثاني وحصل على المركز الثالث البريطاني ديفيد كولتهارد.